# يوحنا شتاين
يوحنا شتاين (بالهولندية: Johan Stein)‏ (و. 1871 – 1951 م) هو عالم فلك، وقسيس هولندي، كان عضوًا في الأكاديمية البابوية للعلوم، توفي عن عمر يناهز 80 عاماً.

## التعليم
تعلم في جامعة لايدن
.